# День проголошення Латвійської Республіки

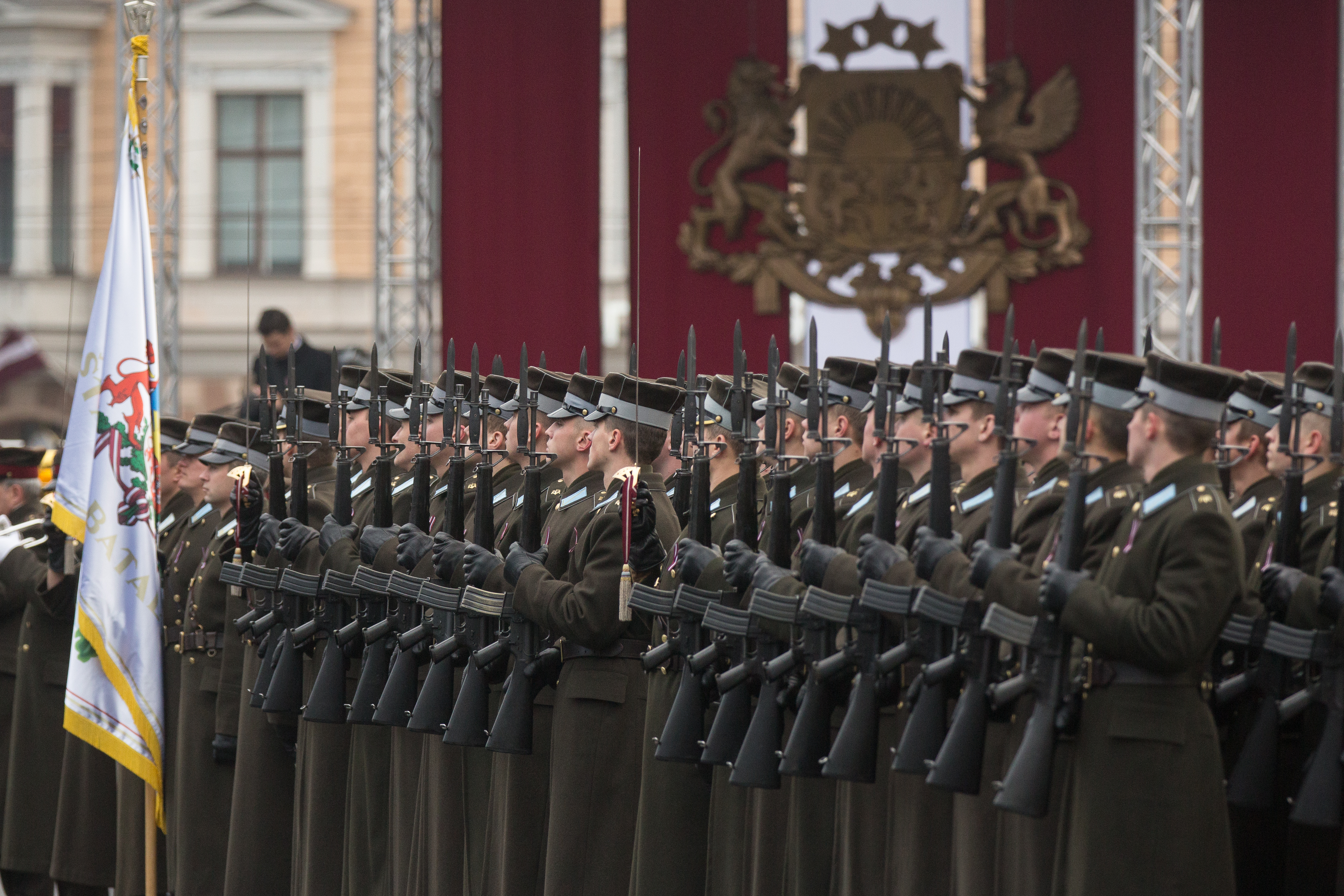
Колона солдатів на церемонії покладання квітів до монумента Свободи, 18 листопада 2016 року

День проголошення Латвійської Республіки відзначається щорічно 18 листопада. Це відзначає річницю проголошення Незалежності Латвії Народною радою Латвії в 1918 році.

## Дотримання

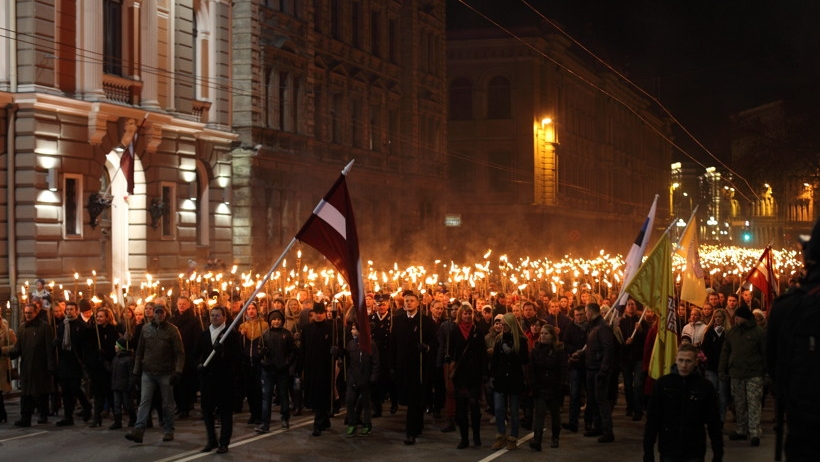
Факельна процесія в Ризі, Латвія

По всій країні відбуваються різні публічні заходи, включаючи концерти та феєрверки. Ходи факелів, що проводяться різними організаціями, були частиною святкування Дня проголошення та Дня Лачплесіса з 1920-х років. Найбільша факельна хода, організована Національним альянсом, проходить у столиці Ризі і щороку залучає кілька тисяч учасників. Його маршрут вулицями центру міста традиційно починається від пам'ятника Карлісу Улманісу, першому прем'єр-міністру Латвії, і закінчується біля пам'ятника Свободи. Популярна сучасна традиція, створена в 2009 році, полягає у тому, щоб люди у всьому світі співали гімн Латвії Dievs, svētī Latviju! одночасно (21:00 EET).

### Парад
Ще однією традицією з давньою історією є парад Латвійських національних збройних сил, який сьогодні проводиться на набережній Риги 11 листопада і був відновлений у 1998 році Після відновлення незалежності у Ризі у 1993 році відбувся перший парад Національних збройних сил біля пам'ятника Свободи, який був присвячений 75-й річниці заснування Латвійської держави. Парад також транслювався на Латвійському телебаченні. У 1998 році вперше відбувся парад національних свят на набережній 11 листопада. Обмежена та мала територія біля пам'ятника Свободи була згадана як основна причина зміни місця проведення параду, оскільки він не дозволяв демонструвати всі типи підрозділів Національних збройних сил, а також важку зброю та військову техніку. У 1998 році на параді до 80-ї річниці проголошення Латвії стояли збройні формування Міністерства оборони та Міністерства внутрішніх справ, а також рота Балтійського батальйону. Вперше в параді взяли участь кораблі ВМС, які стояли на якорі в Даугаві навпроти набережної. Також було введено салют з 21 гармати з гармат, випущених з Балластної дамби зі 100-мм протитанкових гармат солдатами артилерійської дивізії мобільної стрілецької бригади. Вперше співробітники всіх п’яти бригад Національної гвардії також взяли участь у параді до Національного дня, а молода гвардія сільськогосподарського технікуму Казданга пройшла маршем закриття. З моменту вступу Латвії в НАТО в 2004 році країни-партнери союзників брали участь у параді.

## Зовнішні сторінки
- Mārtiņš Ķibilds (18 листопада 2018). День незалежності Латвії - але один крок у довгій подорожі [Архівовано 26 лютого 2021 у Wayback Machine.]. Atslēgas. Суспільне мовлення Латвії. Процитовано 19 листопада 2018.
- 18.novembra parāde (1999). Youtube. Архів оригіналу за 11 жовтня 2021. Процитовано 15 березня 2021.